# Corey Konieczka
Corey Konieczka (...) è un autore di giochi statunitense.

## Carriera
Lavora come ideatore di giochi per conto della Fantasy Flight Games per il quale ha creato diversi giochi di successo.

## Ludografia
- 2006 - Warrior Knights
- 2007 - World of Warcraft: Il Gioco da Tavolo
- 2007 - StarCraft: Il Gioco da Tavolo (Starcraft The Board Game)
- 2007 - Tide of Iron
- 2008 - Battlestar Galactica
- 2009 - Battlestar Galactica: Espansione Pegasus
- 2009 - Il Signore degli Anelli: Avventure nella Terra di Mezzo
- 2010 - Battlestar Galactica: Espansione Exodus
- 2010 - Runewars
- 2011 - Rune Age
- 2011 - La casa della follia
- 2011 - Gears of War: the Boardgame
- 2012 - Descent: Viaggi nelle tenebre (seconda edizione)
- 2012 - Rex: Final days of an Empire
- 2013 - Battlestar Galactica: Espansione Daybreak
- 2013 - Eldritch Horror
- 2016 - Star Wars: Rebellion